# L'Enfer sur la plage
L'Enfer sur la plage est un film français érotique réalisé par José Bénazéraf en 1965.

## Synopsis
Alex, un ancien mercenaire retiré des affaires, vit sur un yacht ancré au large d'Antibes en compagnie de sa femme, la belle et hermétique Hélène, et de Jean, un ancien amant de celle-ci. Autour de ce trio, gravite Heidi, une blonde angélique, catalyseur des événements tragiques qui vont se succéder dès lors que son passé trouble rattrapera Alex.

## Fiche technique
- Titre : L'Enfer sur la plage
- Réalisation : José Bénazéraf
- Scénario : Jean-Pierre Bastid (non crédité) et José Bénazéraf
- Dialogues : José Bénazéraf
- Photographie : Francis Matton et André Dubreuil
- Musique : Louiguy et Chet Baker ; la chanson C'était trop beau est interprétée par Sylvie Vartan
- Production : Les Films du Chesne
- Durée : 80 minutes
- Date de sortie : 30 mars 1966

## Distribution
- Georges Planchon
- Marina Nicolaïdes
- Georges Claisse
- Monique Thiriet